# شؤابيو بنات
الشؤابيون، ويسمون كذلك شؤابيو الدانوب لأنهم استقروا على طول الدانوب في أوروبا الشرقية

خريطة تبين الانتشار التقليدي للشؤابيين فيبانات وترانسيلفانيا

ان الشفابي(بالرومانية) أو الشفابوك (بالمجرية) ،شفابي (بالسربوخرواطية) ذاو شؤابيو الدانوب ، بالألمانية دوناوشفابن هم اقلية عرقية ألمانية في رومانيا
هم في الاصل مستوطنون من اصل جرماني مثلهم مثل سكسون ترانسيلفانيا استدعوا للسكن في مقاطعة بانات غرب رومانيا الحالية بعد طرد العثمانيين منها في نهاية القرن 17 و قاموا باستصلاح و تجفيف المستنقعات
حاول الشؤابيون إنشاء دولة مستقلة في مؤتمر باريس في 1920 وكنتيجة لتأثيرات الحرب العالمية الأولى و لكنهم لم يوفقوا.

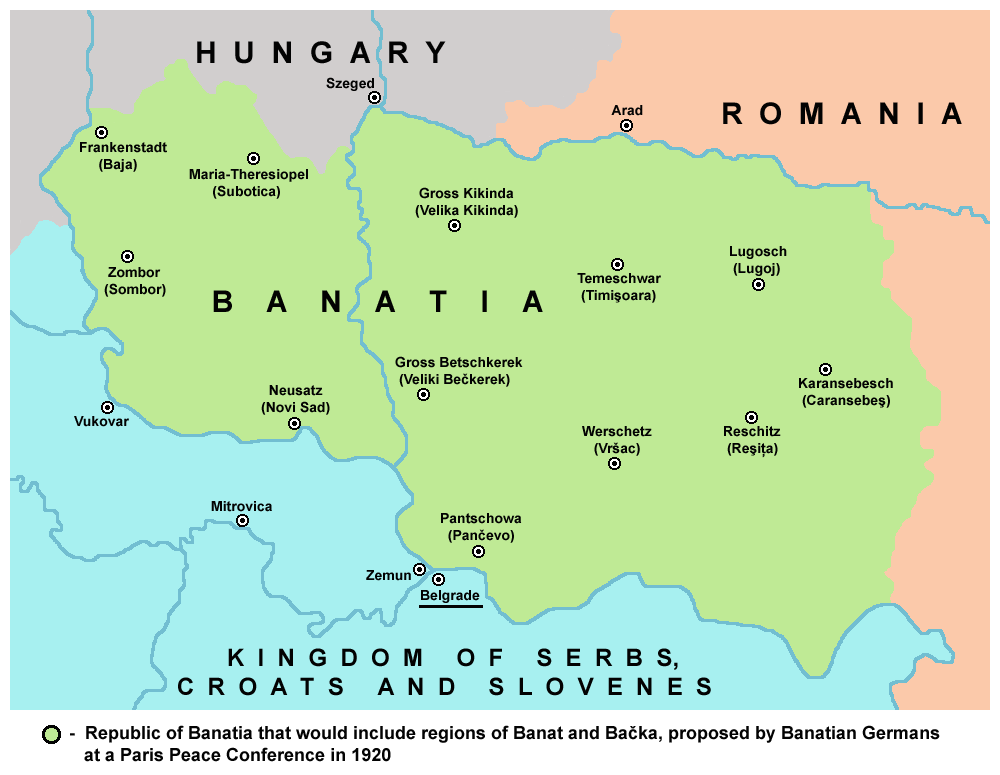
خريطة جمهورية باناتيا كما اقترحها الشؤابيون في مؤتمر باريس 1920

شاركوا في سياسة النازية الألمانية و انضموا إلى الجيش الألماني في الحرب العالمية الثانية و تم قمعهم بعد ذلك من طرف الجيش الأحمر.
حاول الكثيرون منهم الهجرة إلى ألمانيا الغربية في عهد نيكولاي تشاوتشيسكو.